# Citizens
Citizens (en español: Ciudadanos; estilizado como CITIZENS) es un EP (o miniálbum) de la cantante marroquí-canadiense Faouzia. Fue lanzado el 19 de mayo de 2022 a través de Atlantic Records. El 30 de marzo de 2022, el mismo día en que se lanzó «RIP, Love», Faouzia anunció el proyecto y mencionó que serviría como una «precuela» de su álbum de estudio debut. El 28 de abril de 2022, reveló la fecha de lanzamiento, la lista de canciones y la portada, la cual muestra a Faouzia con un atuendo futurístico en una gran ciudad futurística de vidrio. El proyecto fue precedido por 4 sencillos: «Minefields», una colaboración con John Legend; «Don't Tell Me I'm Pretty», «Puppet» y «RIP, Love».

## Lista de canciones
Créditos adaptados de Tidal.

| Citizens |                                      |                                                                             |                       |          |  |
| N.º      | Título                               | Escritor(es)                                                                | Productor(es)         | Duración |  |
| 1.       | «RIP, Love»                          | Faouzia Ouihya Fran Hall Jakke Erixson                                      | Jakke Erixson         | 2:53     |  |
| 2.       | «Thick and Thin»                     | Ouihya Jesse Aicher Sam Martin Thomas Eriksen                               | Earwulf               | 2:42     |  |
| 3.       | «Anybody Else»                       | Ouihya Andre Davidson Michelle Buzz Sean Davidson                           | The Monarch           | 3:20     |  |
| 4.       | «SoLie»                              | Ouihya Johnny Goldstein Sara Davis                                          | Johnny Goldstein      | 2:22     |  |
| 5.       | «I Know»                             | Ouihya                                                                      | Ferro                 | 2:55     |  |
| 6.       | «Don't Tell Me I'm Pretty»           | Ouihya                                                                      | Faouzia               | 3:00     |  |
| 7.       | «Minefields» (junto con John Legend) | Ouihya Ali Tamposi Charlie Puth Goldstein Jacob Kasher Jeff Halatrax Martin | Goldstein             | 3:10     |  |
| 8.       | «Puppet»                             | Ouihya Andre Davidson Goldstein Sean Davidson                               | Goldstein The Monarch | 2:55     |  |
| 23:17    |                                      |                                                                             |                       |          |  |